# Ding Dong (canción de Dana International)

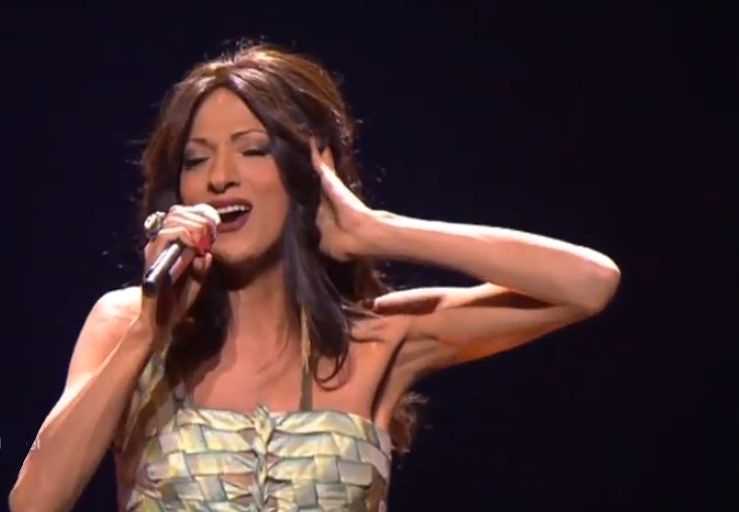
Dana International en la Eurovisión de 2011

Ding Dong es el título de una canción pop escrita e interpretada por la cantante israelí Dana International. El tema ganó el Kdam Eurovisión (la preselección nacional israelí) el 8 de marzo de 2011 y representó a Israel en el Festival de la Canción de Eurovisión 2011 que tuvo lugar en Alemania, siendo eliminada en la segunda semifinal del día 10 de mayo por el jurado y el televoto.
La canción fue lanzada como sencillo por la cantante días después de su interpretación en la final nacional.
Esta era la segunda vez que Dana Internacional se presentaba al Kdam, tras su derrota en la edición de 1995. También es su segunda vez en Eurovisión tras ganar en 1998 con la canción Diva.